# Michel Tornéus
Michel Tresor Tornéus Komesha (Botkyrka, 26 maggio 1986) è un lunghista svedese.

## Biografia
Nato da padre congolese e madre svedese, i suoi primi risultati di rilevanza internazionale li ottenne nel 2009, quando prese parte ai campionati europei di atletica leggera e ai campionati del mondo, anche se in entrambi i casi non superò le fasi di qualificazione, così come ai mondiali indoor del 2010.
La sua prima medaglia internazionale arrivò nel 2012, quando vinse il bronzo ai campionati europei di Helsinki. Nello stesso anno ottenne il quarto posto ai Giochi olimpici di Londra, ad un solo centimetro di distanza dallo statunitense Will Claye che si aggiudicò la medaglia di bronzo.
Nel 2013 batté il record svedese nel salto in lungo al coperto con la misura di 8,29 m che gli valse la medaglia d'argento ai campionati europei indoor, due centimetri dietro il russo Aleksandr Men'kov.
Nel 2014 vinse la medaglia di bronzo ai mondiali indoor di Sopot, mentre si piazzò al quinto posto agli Europei di Zurigo.
Nel 2015 tornò a superare il record nazionale nel salto in lungo indoor, con la misura di 8,30 m ottenuta ai campionati europei di atletica leggera indoor a Praga.

## Record nazionali
- Salto in lungo outdoor:
  - 8,44 m ( Monachil, 2016)
- Salto in lungo indoor:
  - 8,30 m ( Praga, 2015)

## Progressione

### Salto in lungo
| Stagione | Risultato | Luogo      | Data      | Rank. Mond. |
| -------- | --------- | ---------- | --------- | ----------- |
| 2014     | 8,09 m    | Zurigo     | 17-8-2014 | 31º         |
| 2013     | 8,00 m    | Göteborg   | 15-6-2013 | 56º         |
| 2012     | 8,22 m    | Kuortane   | 22-7-2012 | 15º         |
| 2011     | 8,19 m    | Stoccolma  | 18-6-2011 | 22º         |
| 2010     | 8,12 m    | Barcellona | 30-7-2010 | 26º         |
| 2009     | 8,11 m    | Göteborg   | 27-6-2009 | 35º         |
| 2008     | 7,86 m    | La Canea   | 7-6-2008  | 134º        |
| 2007     | 7,85 m    | Eskilstuna | 11-8-2007 | 125º        |
| 2006     | 7,53 m    | Praga      | 17-6-2006 | n/d         |
| 2005     | 7,94 m    | Göteborg   | 2-7-2005  | 73º         |

### Salto in lungo indoor
| Stagione | Risultato | Luogo     | Data      | Rank. Mond. |
| -------- | --------- | --------- | --------- | ----------- |
| 2015     | 8,30 m    | Praga     | 6-3-2015  | 1º          |
| 2014     | 8,21 m    | Sopot     | 8-3-2014  | 8º          |
| 2013     | 8,29 m    | Göteborg  | 3-3-2013  | 2º          |
| 2012     | 7,99 m    | Stoccolma | 23-2-2012 | 27º         |
| 2011     | 8,13 m    | Stoccolma | 22-2-2011 | 6º          |
| 2010     | 7,93 m    | Glasgow   | 30-1-2010 | 34º         |
| 2009     | 7,95 m    | Glasgow   | 31-1-2009 | 24º         |
| 2008     | 7,43 m    | Glasgow   | 26-1-2008 | n/d         |

## Palmarès
| Anno | Manifestazione   | Sede           | Evento         | Risultato      | Prestazione | Note                                                       |
| ---- | ---------------- | -------------- | -------------- | -------------- | ----------- | ---------------------------------------------------------- |
| 2005 | Europei juniores | Kaunas         | Salto in lungo | 4º             | 7,63 m      |                                                            |
| 2007 | Europei under 23 | Debrecen       | Salto in lungo | 10º            | 7,53 m      |                                                            |
| 2009 | Europei indoor   | Torino         | Salto in lungo | Qualificazione | 7,58 m      |                                                            |
| 2009 | Mondiali         | Berlino        | Salto in lungo | 28º (q)        | 7,78 m      |                                                            |
| 2010 | Mondiali indoor  | Doha           | Salto in lungo | Qualificazione | 7,71 m      |                                                            |
| 2010 | Europei          | Barcellona     | Salto in lungo | 9º             | 7,92 m      |                                                            |
| 2011 | Europei indoor   | Parigi         | Salto in lungo | 7º             | 7,84 m      |                                                            |
| 2011 | Mondiali         | Taegu          | Salto in lungo | Qualificazione | 7,65 m      |                                                            |
| 2012 | Mondiali indoor  | Istanbul       | Salto in lungo | 27º (q)        | 7,85 m      |                                                            |
| 2012 | Europei          | Helsinki       | Salto in lungo | Bronzo         | 8,17 m      |                                                            |
| 2012 | Giochi olimpici  | Londra         | Salto in lungo | 4º             | 8,11 m      |                                                            |
| 2013 | Europei indoor   | Göteborg       | Salto in lungo | Argento        | 8,29 m      | Record nazionale                                           |
| 2013 | Mondiali         | Mosca          | Salto in lungo | 19º (q)        | 7,75 m      |                                                            |
| 2014 | Mondiali indoor  | Sopot          | Salto in lungo | Bronzo         | 8,21 m      | Miglior prestazione personale stagionale                   |
| 2014 | Europei          | Zurigo         | Salto in lungo | 5º             | 8,09 m      | Miglior prestazione personale stagionale                   |
| 2015 | Europei indoor   | Praga          | Salto in lungo | Oro            | 8,30 m      | Record nazionale · Miglior prestazione mondiale stagionale |
| 2015 | Mondiali         | Pechino        | Salto in lungo | Qualificazione | nm          |                                                            |
| 2016 | Europei          | Amsterdam      | Salto in lungo | Argento        | 8,21 m      | Miglior prestazione personale stagionale                   |
| 2016 | Giochi olimpici  | Rio de Janeiro | Salto in lungo | 26º (q)        | 7,65 m      |                                                            |
| 2017 | Europei indoor   | Belgrado       | Salto in lungo | Argento        | 8,08 m      | Miglior prestazione personale stagionale                   |
| 2017 | Mondiali         | Londra         | Salto in lungo | 8º             | 8,18 m      |                                                            |
| 2018 | Europei          | Berlino        | Salto in lungo | 7º             | 7,86 m      |                                                            |

## Altre competizioni internazionali
2011
- Argento agli Europei a squadre ( Stoccolma), salto in lungo - 8,19 m